# San Antonio de Oriente
San Antonio de Oriente est une municipalité du Honduras, située dans le département de Francisco Morazán. Elle est fondée en 1660. La municipalité de San Antonio de Oriente comprend 13 villages et 70 hameaux.

## Source de la traduction
- (en) Cet article est partiellement ou en totalité issu de l’article de Wikipédia en anglais intitulé « San Antonio de Oriente » (voir la liste des auteurs).